# Johann Baptist Lehner
Johann Baptist Lehner (* 19. April 1890 in Litzlohe, heute Pilsach; † 9. Februar 1971 in Regensburg) war ein deutscher römisch-katholischer Priester, Heimatforscher und Diözesanarchivar.

## Leben
Lehner besuchte das St.-Michaels-Gymnasium Metten. Nach seiner Priesterweihe am 29. Juni 1914 und kurzer Tätigkeit als Aushilfspfarrer in Altheim und als Kaplan in Neualbenreuth vom 9. bis 21. August 1914 war er bis zum 23. August 1916 Kaplan in Pullenreuth und danach bis zum 5. April 1920 in Erbendorf.
Im Anschluss war er in Krummennaab Expositurkaplan, vom 16. April bis zum 21. August 1923 Pfarrprovisor und dann bis zum 31. Juli 1930 Pfarrer. In diesem Zeitraum veröffentlichte er erste seiner heimatkundlichen Schriften.
Danach war er bis zum 18. April 1960 Domvikar am Regensburger Dom und zuletzt vom 19. April 1960 bis zum 12. Juli 1963 bischöflicher Archivdirektor des Diözesanarchivs des Bistums Regensburg.
Er war Gründungsmitglied des Vereins für Heimatpflege im oberen Naabgau.

## Schriften (Auswahl)
Lehner verfasste 345 kirchliche sowie volks- und heimatkundliche Schriften, darunter:
- Den Grenzbach entlang. Heimatliche Wanderbilder aus dem Steinwaldgau. (Land und Leute am Steinwald; Band 1). Selbstverlag, Krummennaab 1926. (Nachdruck: Pustet, Regensburg 1991.)
- Aus dem Sagenschatz des Steinwaldgaues. Eine Auswahl heimatlicher Sagen. (Land und Leute am Steinwald; Band 2). Selbstverlag, Krummennaab 1926. (Neuauflagen: Oberfränkische Verlagsanstalt und Druckerei, Hof (Saale) 1978 und Bodner, Pressath 1998)
- Krummennaab. Beiträge zur Geschichte eines oberpfälzischen Dorfes. Verein für Heimatpflege im oberen Naabgau, Weiden i.d.Opf., 1929.
- Zur kirchlichen Volkskunde, besonders des Bistums Regensburg. Praktische Winke zu ihrer Erforschung. Pustet, Regensburg 1932.
- Bischof Georg Michael Wittmann von Regensburg (1760–1833) im Urteil der Mit- und Nachwelt. Ein Gedenkblatt zu seinem 100. Todestag. In: Sonntags-Zeitung, Regensburg. 1933
- Burgweinting. Beiträge zur Geschichte eines Dorfes am Stadtrand von Regensburg. Strauß, Regensburg 1936
- Michael Wittmann, Bischof von Regensburg. Butzon & Bercker, Kevelaer 1937.
- Anleitung zur Abfassung nordoberpfälzischer Heimatbücher. Weiden i.d.Opf., 1941
- Wer war Wittmann? Ein Lebensbild des im Ruf der Heiligkeit verstorbenen Bischofs von Regensburg. Bischöfliches Ordinat – Katholisches Zentralbüro, Regensburg 1857. (Neuauflage: Abteilung für Selig- und Heiligsprechungsprozesse für das Bistum Regensburg, 2000.)
- Heimatbuch der Gemeinde Naabdemenreuth. Verein für Heimatpflege im oberen Naabgau, Weiden i.d.Opf., 1939.
- Ein Jahrtausend Kirchengeschichte der Pfarrei Rötz. Katholisches Pfarramt Rötz 1955.
- Ratisbona Sancta. In: Klerusblatt, München 1962.

## Auszeichnungen
- Bischöflicher Geistlicher Rat
- Päpstlicher Ehrenkämmerer
- 13. Juli 1963: Ehrendomherr, Regensburger
- 1968: Nordgau-Kulturpreis der Stadt Amberg in der Kategorie „Heimatpflege“